# 碧し
「碧し」（あおし）は、氷川きよしの楽曲。日本コロムビアから2017年7月2日に配信限定でリリースされた。2017年11月21日に発売されたアルバム『新・演歌名曲コレクション6 -碧し-』にも収録されている。

## 背景
「碧し」の作詞作曲は、GReeeeNが手がけた。きっかけは「氷川きよしで音楽のジャンルの枠を超えて、幅広いリスナーが共感できるような楽曲を制作したい」というNHKラジオ『深夜便のうた』の制作スタッフからの提案。これにより幅広い世代から共感を得ているGReeeeNに楽曲提供を依頼し、GReeeeN側がこれを快諾したことから本作が提供された。
本作において、GReeeeNは作詞・作曲のほか、編曲とミックスも手がけた。歌詞の冒頭にある「2月2日」は、氷川のデビュー記念日にあたり、歌詞について氷川は「それを歌詞に使ってくれて、歌いながらひとつひとつの言葉に感動した。まるでGReeeeNのみなさんの魔法にかけられたような感覚。」と語っており、2020年2月2日に中野サンプラザで開催された『氷川きよしコンサートツアー2020〜それぞれの花のように〜』では、本作について「ストレートに20周年の想いを伝えられる曲」と語っていた。
本作以降、2018年にはロック調の楽曲「限界突破×サバイバー」を発表し、2020年6月に自身初となるポップスアルバム『Papillon -ボヘミアン・ラプソディ-』を発表するなど、幅広いジャンルの楽曲を発表するようになった。

## リリース
2017年7月1日から9月30日にかけてNHKラジオ『深夜便のうた』で放送され、2017年7月2日に配信限定シングルとしてリリースされた。
2017年11月21日に発売されたアルバム『新・演歌名曲コレクション6 -碧し-』に収録され、同作を以て初CD化となった。なお、同作の初回完全限定スペシャル盤に付属のDVDには、本作のミュージック・ビデオが収録された。その後、2020年6月9日に発売されたアルバム『Papillon -ボヘミアン・ラプソディ-』にも収録された。

## 収録曲
| #         | タイトル  | 作詞・作曲 | 時間 |
| --------- | --------- | ---------- | ---- |
| 1.        | 「碧し」  | GReeeeN    | 4:54 |
| 合計時間: | 合計時間: | 合計時間:  | 4:54 |

## 収録アルバム
- 新・演歌名曲コレクション6 -碧し-
- Papillon -ボヘミアン・ラプソディ-